# Vyšyvanka

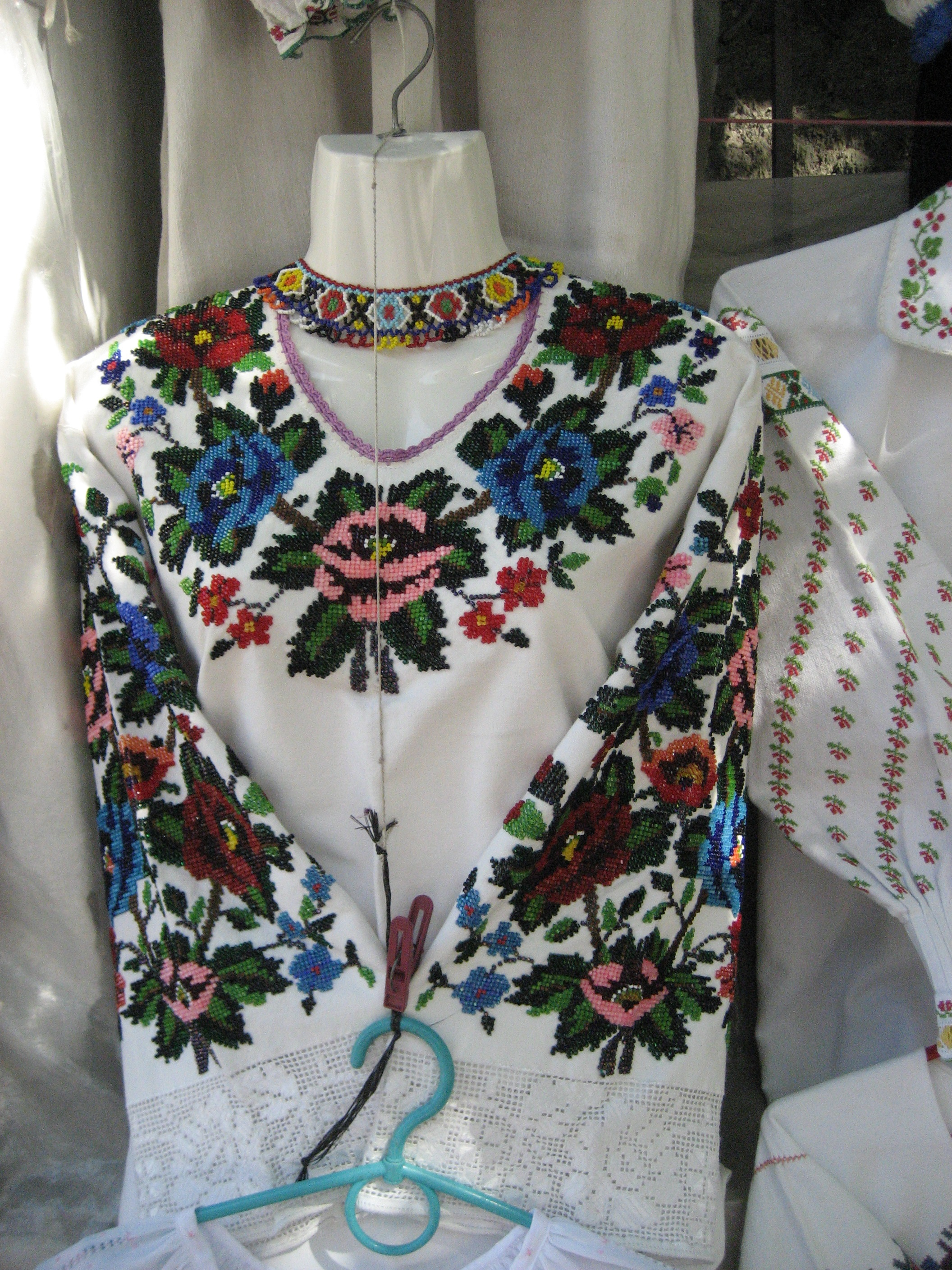
Vyšyvanka femminile

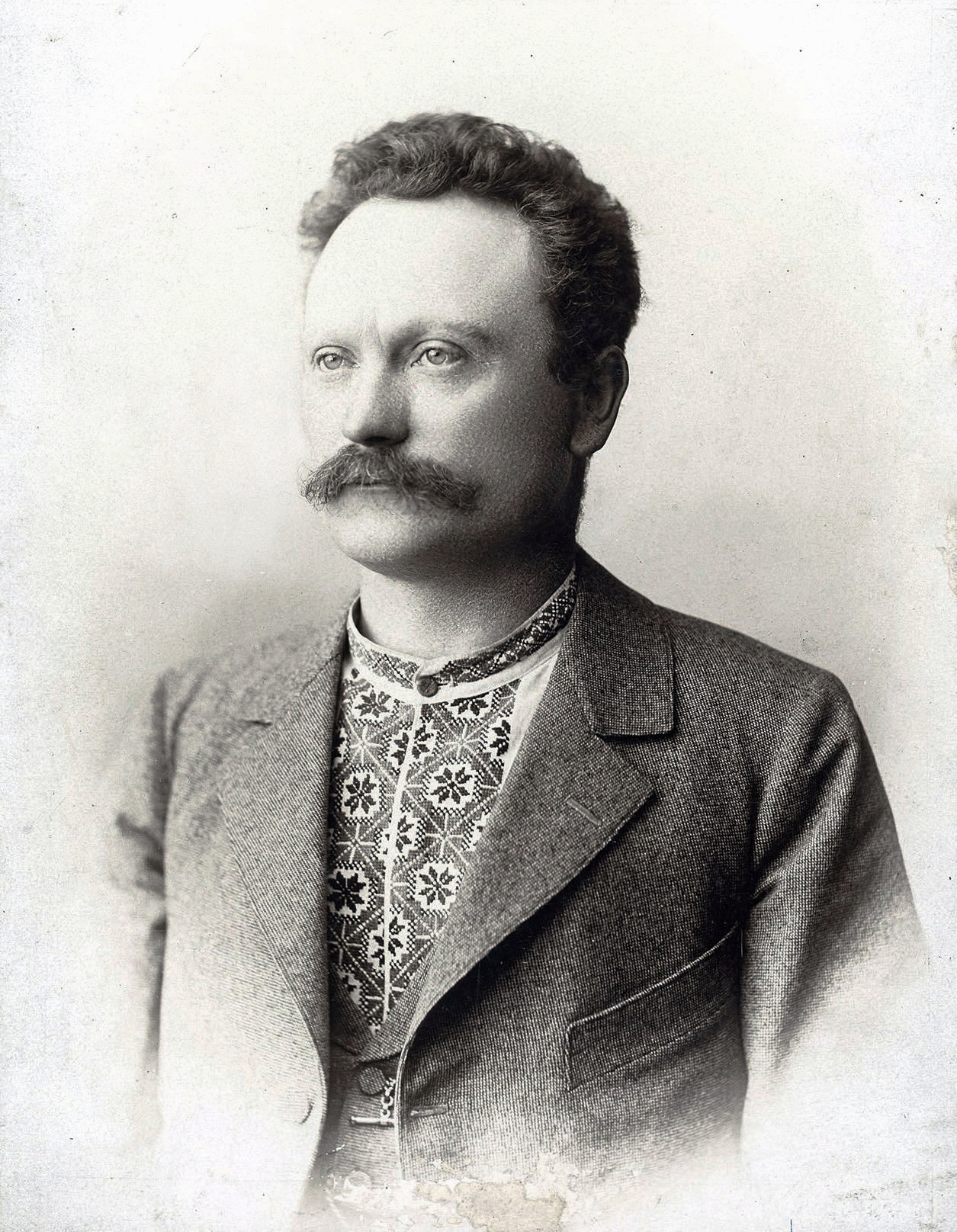
Ivan Franko con la vyšyvanka

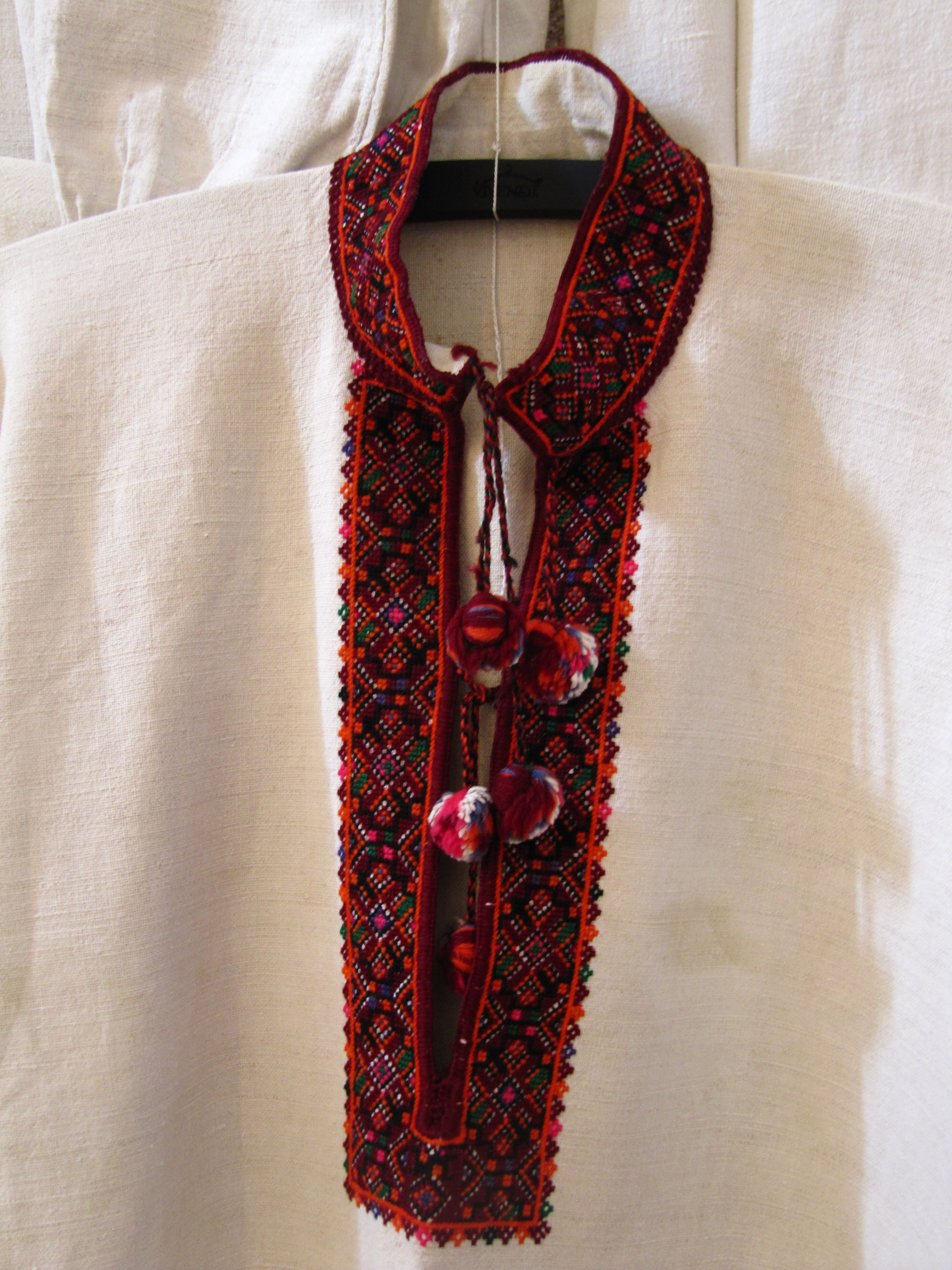
Vyšyvanka maschile

## Etimologia
La vyšyvanka (in ucraino: вишива́нка? [ʋɪʃɪˈʋɑnkɐ] o виши́ванка [ʋɪˈʃɪʋɐnkɐ]; in bielorusso: вышыванка?, traslitterato: vyšyvánka) è una camicia ricamata che fa parte dei costumi nazionali ucraini e bielorussi. La vyšyvanka ucraina si distingue per le caratteristiche specifiche del ricamo ucraino. È diviso in camicie da donna e da uomo. Ha un'origine comune con le camicie ricamate dei popoli slavi dell'Europa orientale e centrale. Sin dal Medioevo, è stata tradizionalmente indossata come abbigliamento quotidiano e festivo. Dal XX secolo è indossata separatamente, insieme a un abito, come abbigliamento festivo, patriottico e di culto. Le tradizionali denominazioni sono: soročka, soročka ricamata, soročka ricamata a mano.

## Nome
Storicamente, la parola "vyšyvanka" veniva utilizzata per indicare un oggetto ricamato, una camicia ricamata o un ricamo in generale. Nel significato moderno, l'accento nella parola può cadere sia sulla seconda che sulla terza sillaba.
In Ucraina esistevano diversi nomi di vestiti intimi slavi: sorička, košuljа, rubaška. Lubor Niederle ritiene che un tempo gli slavi indossassero delle lunghe camicie (rubyšča, рубища), ma già alla fine del I millennio d.C. indossavano anche delle camicie corte, propriamente dette "sorički". Una camicia di questo tipo è raffigurata sulla figura di bronzo di una tomba a Poltava e sulla figura d'argento di una tomba in Kiev. Con simili camicie sono vestiti gli skomorochi negli affreschi della cattedrale di Santa Sofia a Kiev. In serbo e croato, è nota la parola "košuljа", in polacco "koszula", in bielorusso "košuljа", in ceco "rubaška" e "košuljа". Nelle camicie maschili dei secoli XIV-XVII, il colletto era chiamato "ožerelja" (ожереля) o "soročka", ed era magnificamente decorato e chiuso da una spilla. Gli uomini indossavano una camicia a forma di tunica in tutte le regioni dell'Ucraina, tranne in Volinia e Polissia. La camicia "con inserti" è tipica dell'Ucraina, ma anche di Bielorussia, Polonia e Repubblica Ceca. Questo tipo di camicia è chiamato "kivnjarovka" o "košuljа" in Bielorussia, mentre la camicia a forma di tunica è chiamata "soročka". In Russia questo tipo di camicia maschile non è presente. La camicia maschile "стрілкова" era poco diffusa in Ucraina ed è nota anche in Bielorussia, ma questo tipo di camicia è più tipica dei Paesi Baltici e della Polonia. In Ucraina c'era una stoffa nota come "rub'".

## Storia

### Predecessori
I dati degli scavi archeologici e le testimonianze dei viaggiatori e degli storici, confermano che l'arte del ricamo esiste in Ucraina fin dall'eneolitico. Antichi storici, tra cui il famoso Erodoto, affermavano che nelle tombe dei primi secoli dell'era cristiana sono stati trovati resti di abiti di lana decorati con ricami multicolori. Nel tesoro di Martynivka, nella regione della Circassia, sono state trovate lastre d'argento con figure di uomini datate al VI secolo, che indicano una somiglianza di abbigliamento e ricamo con i costumi nazionali ucraini del Medioevo e dell'età moderna. Gli Sciti erano esperti nell'arte del ricamo. Alcuni frammenti superstiti di tessuti indicano che i vestiti venivano decorati con ornamenti eseguiti con la tecnica del trapunto. I pezzi di tessuto meglio conservati del tumulo di Ryžanivka presentano un motivo a otto petali. Le camicie ricamate esistevano anche ai tempi della Rus' di Kiev, come confermato dalle cronache e dalle immagini sulle affreschi della Cattedrale di Santa Sofia a Kiev. Nel XVII secolo il ricamo si arricchì di ornamenti vegetali. Dall'XVII al XVIII secolo fino ai nostri giorni sono state conservate numerose opere originali di ricamo popolare.

### Ricamo cosacco
Gli abiti tradizionali ucraini con le vyšyvanka furono realizzati con la seta e con l'aggiunta di fili d'oro e d'argento, fino alla distruzione dei cosacchi e alla decadenza dell'abbigliamento nazionale ucraino associato ad essi. Anche i borghesi e i mercanti indossavano le stesse camicie di cotone ricamate con seta, oro e argento durante l'era dei cosacchi. La seta, l'oro e l'argento erano utilizzati per riprodurre le forme ornamentali vegetali. Tuttavia, in questa tecnica di cucito ucraino, le forme vegetali erano adattate alle tecniche dell'ornamentazione.

### Prima della rivoluzione
Verso la fine del XIX e all'inizio del XX secolo, la camicia ricamata russo-ucraina si staccò dal costume tradizionale e iniziò ad essere indossata in combinazione con l'abbigliamento europeo. Un ruolo di primo piano nell'avviare la moda di indossare la camicia ricamata sotto la giacca è spesso attribuito a Ivan Franko, che "si distingueva dalla massa per il suo abbigliamento - la camicia ricamata tra sontuose cravatte e colletti".

### XX secolo
La prima esplosione della moda per le camicie ricamate e popolari nelle repubbliche sovietiche, avvenne negli anni '20 e all'inizio degli anni '30, cioè nell'era della NEP e della korenizacija della Repubblica Socialista Sovietica Ucraina (ucrainizzazione). In URSS, gli abiti ricamati erano indossati sia dai leader del partito che dalla gente comune come abiti da cerimonia. In generale, la moda delle camicie tradizionali nelle repubbliche sovietiche non aveva necessariamente un carattere ucraino, sulla territorio della RSFSR divennero popolari soprattutto le "kosovorotki", ispirate alla camicia maschile rurale russa, spesso senza ricami, con un taglio a sbieco anziché al centro del petto come nelle vishivanka ucraine, e di conseguenza avevano anche un colletto inclinato. La moda per i kosovoritki come abbigliamento quotidiano è durata nella RSFSR fino alla II Guerra Mondiale .
Nel marzo del 1953, durante il mese della morte di Stalin, la cooperativa "8 marzo" (oggi nota come la fabbrica "Desnianska") fu accettata nell'Unione Ucraina delle Cooperative Artistiche e Industriali. La cooperativa sviluppò tre tipi di camicie: l'"ukraïnka" (con colletto reversibile, ricamata in un unico colore o in una combinazione armoniosa di due o tre sfumature dello stesso colore), la "huculka" (con un motivo geometrico multicolore con predominanza del colore rosso) e la "čumačka" (con ascella ricamata e un collo basso).
Durante la seconda ondata di popolarità delle camicie tradizionali, che non fu così potente come la prima, ma che si concentrò principalmente sulle camicie ricamate ucraine, ebbe luogo nella seconda metà degli anni '50 e all'inizio degli anni '60 del XX secolo, durante il mandato di Nikita Sergeevič Chruščëv come capo dell'Unione Sovietica (1953-1964). Chruščëv era noto per il suo amore per le camicie ricamate ucraine e spesso si presentava in pubblico indossandole. Altri funzionari sovietici seguirono il suo esempio e la camicia ricamata divenne un capo d'abbigliamento formale.
Le dimissioni di Nikita Chruščëv coincisero con il declino della popolarità di indossare camicie ricamate, che durò fino alla rinascita dell'Indipendenza. È durante il periodo di stagnazione sovietica che la vishivanka divenne decisamente un abbigliamento dissidente e patriottico-ucraino, o semplicemente un elemento dell'abbigliamento scenico nazionale russo-ucraino.

### Periodo Indipendente
Con l'avvicinarsi della rinascita dell'Indipendenza dell'Ucraina, la vyšyvanka ha iniziato a ritornare con forza alla sua universalità. Le variazioni maschili e femminili sul tema delle tradizionali camicie ricamate sono oggi diffuse in manifestazioni, eventi solenni e giovanili, occupando il loro posto nella moda matrimoniale.

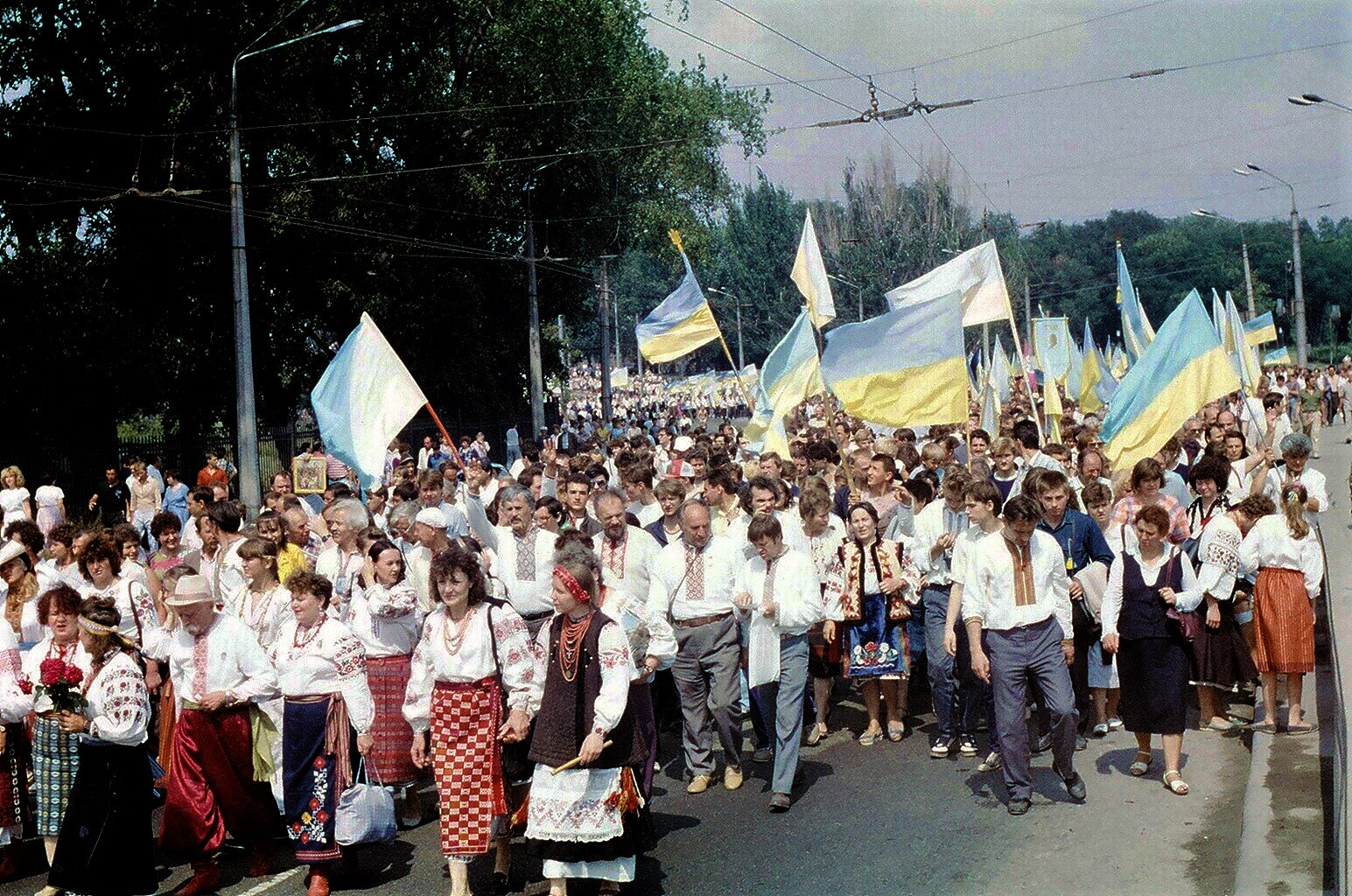
La prima "Processione della vyšyvanka" di Zaporoghi alla celebrazione del 500º anniversario dei cosacchi di Zaporižžja a 1990.

La camicia ricamata (vyšyvanka) è diventata un codice di abbigliamento o un biglietto gratuito per alcune feste e discoteche giovanili, specialmente dedicate alle festività statali.
Un fenomeno separato sono le processioni di vyšyvanka alla fine degli anni 2000, quando una sola vyšyvanka divenne sufficiente come motivo per l'organizzazione di un incontro di massa, senza essere legata ad alcuna festività esistente. Simili passeggiate festive con canzoni ucraine, musica e slogan patriottici hanno guadagnato la massima popolarità tra i giovani dai 17 ai 20 anni e si svolgono regolarmente in molte città dell'Ucraina.
Il termine "vyšyvanka" in senso figurato si riferisce anche al motivo ricamato in stile ucraino. Nel 2012 a Luhans'k sono state organizzate due feste chiamate "Con la vyšyvanka in viaggio", durante le quali i residenti di Luhans'k hanno dipinto le mattonelle del marciapiede con motivi ucraini.

#### Alta moda
Durante la settimana della moda di Parigi 2015, la stilista ucraina Vita Kin è apparsa sulla rivista Vogue e Harper's Bazaar introducendo la vyšyvanka come stile moderno bohèmien che ha attratto icone della moda come Anna Dello Russo, Miroslava Duma e Leandra Medine. Il designer ha trasformato la camicia vyšyvanka in una versione più moderna. Ha mantenuto la forma tradizionale, ma ha cambiato il ricamo prendendo in prestito alcuni elementi dal rušnyk ucraino e dai tessuti per la casa.
Nel suo numero di maggio negli Stati Uniti Vogue ha scritto che la vyšyvanka ha "fatto scalpore ben oltre il paese dell'Europa orientale". Il Times di Londra lo ha dichiarato "il capo d'abbigliamento più ricercato di questa estate [2016]", subito dopo è stato il New York Times che ha consigliato ai lettori di fare scorta di questa moda "tra le migliori dell'estate". L'attrice francese Mélanie Thierry ha indossato una vyšyvanka al Festival di Cannes 2016. La regina Máxima dei Paesi Bassi indossava una vyšyvanka durante la visita alle Olimpiadi estive del 2016.
La guerra russo-ucraina, in particolare l'ampia invasione della Russia nel 2022, ha generato una serie di reinterpretazioni dell'iconografia popolare. I maestri di ricamo rappresentano spesso eventi e concetti chiave della guerra in forma di motivi sui vestiti ricamati..

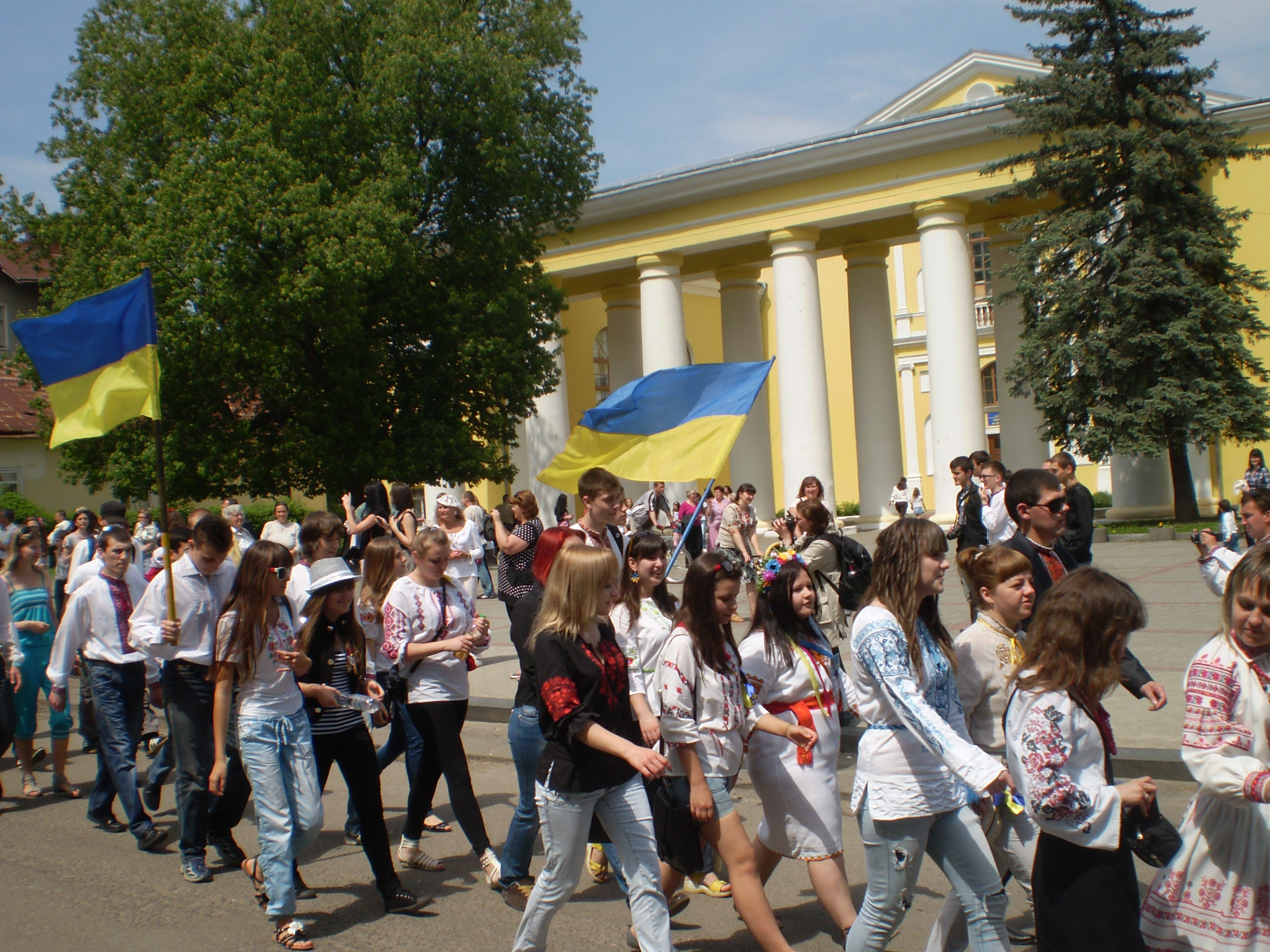
Festival del ricamo il 20 maggio 2012 a Drohobyč.

## Le caratteristiche dellavyšyvankaucraina
Le caratteristiche principali della tradizionale camicia ucraina sono il colore bianco, la spaccatura dell'ascella al centro, il taglio "fino alla gola" e la ricamatura. La differenza tra le camicie dei vari stati sociali non era nel taglio, ma nel materiale e nelle decorazioni. Le camicie erano fatte di lino, cotone piatto o canapa. I ceti più alti della società (nobiltà e cosacchi) facevano le camicie anche in lino ricamato o seta. La camicia con il taglio fino alla gola era una camicia borghese (nobiliare) ed era diffusa in tutta l'Ucraina sulla riva sinistra, così come in Volinia, Polessia, Podolia e Lemkovyna. Questo tipo di camicia è diffuso anche tra i bielorussi. La camicia da uomo con colletto, pieghe e colletto a punta è tipica anche dei polacchi (koszula) e dei cechi.
Le donne di solito usavano la tela liscia per cucire le camicie. La tela di lino era considerata la migliore in termini di qualità. Se la camicia aveva delle pieghe, poteva essere cucita con una tela più grossolana, come la matraccia. Una tela grossolana chiamata "kozuch" veniva utilizzata per cucire le camicie degli uomini nella regione di Dnipropetrovsk. I cosacchi utilizzavano anche tessuti importati, oltre alla seta e alla "serpianka" per cucire le camicie.

### Camicia dei cittadini
Nella classe borghese, la tela era più sottile e meglio sbiancata. Le camicie (o chemisi) erano cucite con lino e tela a spina di pesce. Durante le feste indossavano camicie di percalle. La camicia borghese era cucita con pieghe e con un collo largo di 6,5 cm. Le maniche avevano doppie spalle (rinforzi) con camicie strette o larghe alle estremità delle maniche, ovvero una stretta o larga cucitura. Questa camicia si chiudeva con un bottone di madreperla o si legava con un nastro. I borghesi non ricamavano le camicie con fili colorati né sulle spalle né sotto le ascelle. La lunghezza della camicia arrivava fino al ginocchio e il bordo inferiore veniva nascosto nei pantaloni. Sopra la camicia indossavano i borghesi giubboncini leggeri con maniche o senza, con un colletto eretto e la camicia si vedeva sopra. In seguito, invece dei giubboncini, cominciarono a indossare le giubbe.
Le cittadine indossavano durante la settimana camicie fatte di lino tessuto in casa, mentre durante le feste indossavano camicie di lino più sottile come il percalè o la zoné. Di solito queste camicie erano cucite fino al giromanica, con la parte superiore fatta di tessuto più sottile e quella inferiore di tessuto più ruvido. Il taglio delle camicie per le donne era simile a quello per gli uomini. I polsini delle maniche erano decorati con delle dudicce, stretti bordi o con delle fettucce arricciate con un nastro. Il colletto era pieghevole e largo da 3 a 4 pollici. Le donne avevano ricami sulle spalle delle camicie e legavano una larga nastro di seta rossa intorno al collo. Sopra le camicie, specialmente per le occasioni festive, le donne indossavano un corsetto senza maniche fatto di seta o di tessuto a coste chiamato ciseo, che si allacciava sulla parte anteriore con dei lacci o dei piccoli bottoni e aveva una scollatura bassa. Anche la nobiltà indossava le stesse camicie dei cittadini.

### Tipi di camicie
Tutte le tradizionali camicie ucraine possono essere suddivise in due tipi: sinistra e destra dell'Ucraina, e anche in camicie con o senza pieghe (tuniche). Sulla sponda sinistra del fiume Dnipro, sia le camicie da uomo che da donna erano principalmente "con pieghe", che avevano anche due varianti: con una piega intera (regioni di Kiev e Černihiv) e con una piega separata (regioni di Poltava e Sloboda Ucraina). Nella zona di Zaporižžja (nelle steppe), erano diffuse le camicie da uomo di tipo čumak e locman, senza pieghe e senza cuciture. Le camicie della sponda sinistra e della steppa erano ricamate in bianco, con le tecniche principali della rete, della trapunta e della lisca.

#### Riva di destra
Le camicie della riva destra maschili erano anche "con pannelli di stoffa" e senza pannelli (senza pieghe). In alcune regioni, le camicie maschili senza pannelli di stoffa e con pannelli di stoffa erano indossate sopra i pantaloni (Bucovina, Hucul'ščyna, Bojkivščyna, Polessia, Transnistria). Le popolazioni montane, la Bucovina e in parte anche la riva sinistra del Dnestr indossavano le camicie sopra i pantaloni, come i russi, i bulgari e i montenegrini. I Lemki e la popolazione della Transcarpazia indossavano le camicie infilate nei pantaloni. In Volinia, i proprietari di terreni indossavano le camicie sopra i pantaloni, ma alla fine del XIX secolo iniziarono a infilarle nei pantaloni "alla borghese" o secondo l'usanza "nobile". Le camicie femminili della riva destra erano senza pannelli di stoffa ("da ragazzo" con due pieghe; Bucovina, Pokuttya, Hucul'ščyna) e di larghezza senza pannelli di stoffa con pieghe (tre pieghe, Podolia), queste erano principalmente camicie quotidiane. Queste camicie venivano ricamate con fili neri (Podolia) o rossi (Volinia, Polissia, Pocuzia), con tecniche principali come il "zavolykannja" (Volinia, Polisia) o la "nizina" (Podolia, Pocuzia, Hucul'ščyna, Bucovina). In alcune regioni (Podolia, Pocuzia) venivano ricamate anche con fili bianchi, con tecniche di intaglio e riempimento.

#### Riva di sinistra
La parte principale della camicia è il corpo, cucito insieme da tre pezzi di tessuto larghi 40–50 cm. Nella regione di Poltava, il corpo della camicia aveva una lunghezza di 65–70 cm. I pezzi di tessuto per le parti laterali erano misurati a mano, per un quarto, circa 25 cm, e tagliati a metà. Le parti laterali erano cucite da dietro con una cucitura a doppio filo e davanti con una cucitura singola. Il corpo della camicia con le parti laterali cucite veniva assemblato in cima con un filo. Durante l'assemblaggio, si prendevano due fili (per il numero). Per il colletto si tagliava una striscia di tessuto larga 2 cm lungo tutta la larghezza del tessuto, che veniva piegata su entrambi i lati. Inizialmente il colletto veniva cucito sul lato anteriore e poi due o tre volte sulla parte centrale con una cucitura a filo. A volte per la rifinitura del colletto si usava una stoffa ricamata e i lati venivano lasciati per legare la camicia. A volte sui colletti delle camicie da uomo e da donna si facevano dei piccoli denti. Sulle estremità del colletto si facevano delle asole a pettine o ad anello per il ricamo, con cui si stringeva la camicia. Le maniche venivano fatte con tutta la larghezza del tessuto e avevano una lunghezza di 50 cm. Le parti laterali della manica venivano cucite con una cucitura, spesso interrotta da un piccolo cordone (circa 15 cm). I cordoncini potevano essere di uno o sette fili. A volte i cordoncini venivano cuciti alle parti laterali con una rete. I cordoncini erano particolarmente diffusi nell'Est della regione di Poltava. Tra le maniche e il corpo venivano inserite delle pieghe (12 per 12 cm), che venivano cucite a mano. In basso le maniche venivano raccolte come il colletto e cucite in una fodera (2,5 cm, a volte larga fino a 6 cm). Le antiche camicie della regione della Sloboda Ucraina non differivano da quelle di Poltava. Le camicie da donna della regione di Černihiv erano più lunghe di quelle di Poltava e avevano colletti più piccoli, cioè sul collo e un'apertura ascellare lunga fino a 30 cm. La manica qui era spesso intera con una piega o cucita alla parte laterale con un tipo particolare di rete - la ricama. La ricama univa le parti tagliate della manica e della parte laterale. Lo stesso tipo di ricama veniva cucita dietro la parte laterale con la cucitura del corpo al colletto. Le maniche erano talvolta cucite con un cordone sopra con una ricama.
Le antiche camicie da uomo erano tagliate quasi allo stesso modo delle camicie da donna, lunghe fino a 90 cm. La differenza stava nel fatto che le camicie da uomo avevano un colletto a piedi o a coda di rondine. Era fatto di tessuto piegato in due. Il colletto era decorato con ricami e dentelli. Le tasche nelle camicie da uomo erano larghe fino a 4 cm. Le maniche potevano anche non essere raccolte nella tasca, ma essere semplicemente ampie. Accanto a questo tipo di camicia da uomo c'era un altro tipo - la camicia dei carrettieri o dei piloti (delle steppe). Queste camicie erano cucite con tessuto piegato a metà, a cui venivano cuciti i barili metà del tessuto, in alto erano tagliati a forma di triangolo. Queste camicie erano lunghe (fino a 100 cm). Le maniche erano fatte di tessuto piegato lungo o trasversalmente. In genere le maniche erano trasversali e venivano cucite al telaio con un particolare tipo di punto. I barili venivano cuciti al telaio con una cucitura. Lo spacco in queste camicie era lungo (fino a 40 cm). Lo scollo per il colletto era tagliato a forma di cerchio, più basso sul davanti. Il colletto per queste camicie era stretto (1-1,5 cm) piegato in due e cucito con una doppia cucitura. Questi colletti erano sempre dentellati e ricamati con piccoli motivi. Queste camicie spesso avevano degli inserti - pezzi di tessuto cuciti alle spalle in modo che penzolassero sul petto e sulla schiena. Queste camicie erano diffuse in tutta l'Ucraina.

### Materiale da ricamo e posizione del motivo
Non ci sono molte informazioni sulle ricamate dell'epoca dei cosacchi. Si sa che in quel tempo venivano ricamate camicie con filo d'argento e d'oro: "kožuol 15" era cucita con oro e argento (dalle descrizioni di proprietà), e anche con filo di seta principalmente di colore rosso, verde, grigio-blu o combinazioni di questi colori. In seguito vennero ricamate con seta di vari colori in un unico ornamento.
Le regioni di Kiev, la Poltava, la Černihiv, Zaporižžja e la Sloboda Ucraina sono le terre dell'ex etmanato e del sič di Zaporižžja. In queste terre si sviluppavano i vari tipi d'arte, tra cui anche l'abbigliamento. In Kuban, l'abbigliamento si basa principalmente sull'abbigliamento della parte centrale dell'Ucraina (Zaporižžja), ma ha già elementi dell'abbigliamento del Caucaso.
I disegni sulle camicie ricamate di queste regioni erano disposti sui rinforzi, sulle maniche, sul pannolino, che erano determinati dall'abbigliamento festivo delle donne. Quindi, se l'abbigliamento consisteva in un corsetto e una coperta, solo le maniche e la divisione della camicia rimanevano scoperte. I principali metodi di ricamo erano: reticolo (linocut), ritaglio, listino realizzato principalmente con filo di lino o canapa. Il filo di lino era poco incline alla tintura. I colori del ricamo erano bianco (con fili sbiancati), ocra (filo tinto con corteccia di quercia) e grigio-azzurro. Nelle camicie femminili di Poltava venivano ricamate le maniche (colletto, sotto-braccio, pannolino della manica) e la divisione della camicia. Nella regione di Černihiv, le maniche erano spesso cucite con una rete speciale - la cucitura a rosso. Se le maniche venivano cucite con 1,5 pieghe, la manica veniva cucita frontalmente con la cucitura a rosso. Polina Litvinova ha notato che il ricamo a zigzag è comune nelle province di Kursk e Mogilev. A volte ai listini venivano aggiunti fili colorati, quindi l'intera camicia veniva ricamata con fili colorati. In questo caso, i rinforzi e il pannolino venivano ricamati - a punto indietro - e le maniche - a listino. I colori principali erano rosso o blu, anche se il rosso era preferito. Le camicie maschili di tipo senza rinforzi venivano ricamate in modo molto accurato sotto l'ascella e sulla parte inferiore delle maniche aperte, con reticoli, ritagli, dentellature del colletto - di colore bianco.modo molto selettivo con lacci, ritagli, dentellature del colletto - di colore bianco.
I ricami della Galizia, Podolia, Pocuzia, Hucul'ščyna, Transcarpazia e Bucovina appartengono alla stessa categoria. Il metodo principale di ricamo per questi ricami è il "niz", che viene eseguito principalmente con il colore rosso o nero e con l'aggiunta di piccole quantità di colori giallo o verde in tonalità diverse per la decorazione. Questi ricami sono realizzati sulle camicie femminili di tipo "polik", maniche, "dudy", colletti e pettorine (due strisce parallele lungo la parte anteriore e posteriore della camicia (non sempre)). Nelle camicie maschili senza giunture, vengono principalmente ricamati il colletto e l'ascella, talvolta anche la divisione della camicia (Pokuttya, Hucul'ščyna, Bucovina) e la parte inferiore delle maniche. Per questo tipo di ricami, è caratteristico l'uso di fili d'oro e d'argento per decorare il motivo principale, così come di paillettes e perline.
Si può distinguere un gruppo separato di ricami tra cui il ricamo Polissia e Volinia. In queste regioni le camicie erano spesso fatte di tessuto tessuto a mano. Il ricamo era principalmente rosso, ma anche bianco, e per ornamento potevano aggiungere leggermente il colore blu o nero in seguito. Il metodo principale di ricamo era il "zavoloch" (zavolikannia). Venivano ricamate principalmente sulle camicie femminili i poli, le maniche e il colletto, mentre su quelle maschili la giromanica e il colletto, le fodere.
Le camicie venivano fatte di tessuti di lino e canapa fatti in casa, piatti o rigati, cotone (Podolia, Bucovina), mentre le camicie delle classi più elevate della società (nobili, cosacchi, borghesi) venivano anche cucite con seta e chiffon. La larghezza del tessuto fatto in casa era principalmente di 40–50 cm. Le camicie femminili venivano cucite principalmente con tessuti di grado 12-13. In Hucul'ščyna venivano fatti tessuti di grado 20. Le camicie venivano anche cucite con tessuti acquistati di diverse larghezze (colencore, zona).

### Vyšyvankafemminile tradizionale
La tradizionale camicia femminile era obbligatoriamente bianca, ricamata con fili bianchi o colorati. Poteva essere lunga se veniva indossata sotto la gonna o corta se veniva indossata sopra. Le tradizionali camicie femminili si dividono in tre tipi in base alle caratteristiche del taglio:
- camicia "all'ambientazione"
- camicia con maniche intere
- e una maglietta da "ragazzo".

I primi due tipi avevano numerose pieghe vicino al collo, la camicia "hlopianka" non aveva pieghe e veniva cucita senza collo e con maniche aperte (senza polsini). Il primo tipo di camicia era diffuso sulla Riva Sinistra dell'Ucraina, nella regione di Polissia e in Volinia, mentre il secondo tipo si trovava sulla Riva Destra dell'Ucraina, in Bucovina, e nella regione degli Hucul. Le camicie di tutti i tipi venivano ricamate vicino al collo o sul colletto, sulle pattine, sui polsini e spesso anche sull'intera manica, specialmente nelle camicie da ragazza, e le camicie che venivano indossate sotto le gonna venivano ricamate sul bordo inferiore.

### Tipi di camicie da uomo tradizionali
- La camicia con collo a pieghe è un antico taglio tradizionale della camicia maschile ucraina, che è raccolta intorno al collo e alle maniche. Il taglio di queste camicie è lo stesso delle camicie femminili della riva sinistra dell'Ucraina. Questa camicia poteva avere un colletto ripiegato o a colletto in piedi. Come variante, poteva avere maniche aperte, cioè non raccolte in fondo. Questa camicia veniva indossata in tutta l'Ucraina, ad eccezione della Bucovina. Oggi questo tipo di camicie non è diffuso. A questo tipo di taglio può essere attribuita anche la camicia degli arcieri. Questo tipo di camicie veniva indossato dentro i pantaloni, ad eccezione della Volinia e della Polissia. In queste camicie non venivano ricamate le ascelle.
- La camicia senza collo a pieghe (senza raccolta intorno al collo) è anche un antico taglio tradizionale della camicia, che era senza collo e aveva un colletto rifinito con un bordo e maniche aperte non raccolte alle estremità. Queste camicie nelle terre zaporože venivano chiamate camicie da carovanieri (nella Poltava - camicie della steppa) o vicino alle soglie (nella Dnipropetrovs'k) - camicie da pilota. Come variante, questa camicia poteva avere un colletto ripiegato e maniche raccolte. Inoltre, le maniche della camicia potevano essere tagliate lungo una linea retta e attaccate alla camicia, dove erano decorate con una cucitura speciale (ricamo). Questa camicia veniva ricamata sulle ascelle e alle estremità delle maniche con ampie strisce. La camicia senza collo a pieghe veniva indossata in Hucul'ščyna, Pocuzia, Bucovina, Zaporižžja, Podolia, Poltava. Queste camicie venivano indossate sui pantaloni nel Podolia trans-dniestrino, in Bucovina, Hucul'ščyna, Bojkivščyna, mentre il resto dell'Ucraina le infilava nei pantaloni alla maniera cosacca (nobile, borghese): "Non piegare, ponte di faggio".

## Gruppi divyšyvankadel XX secolo

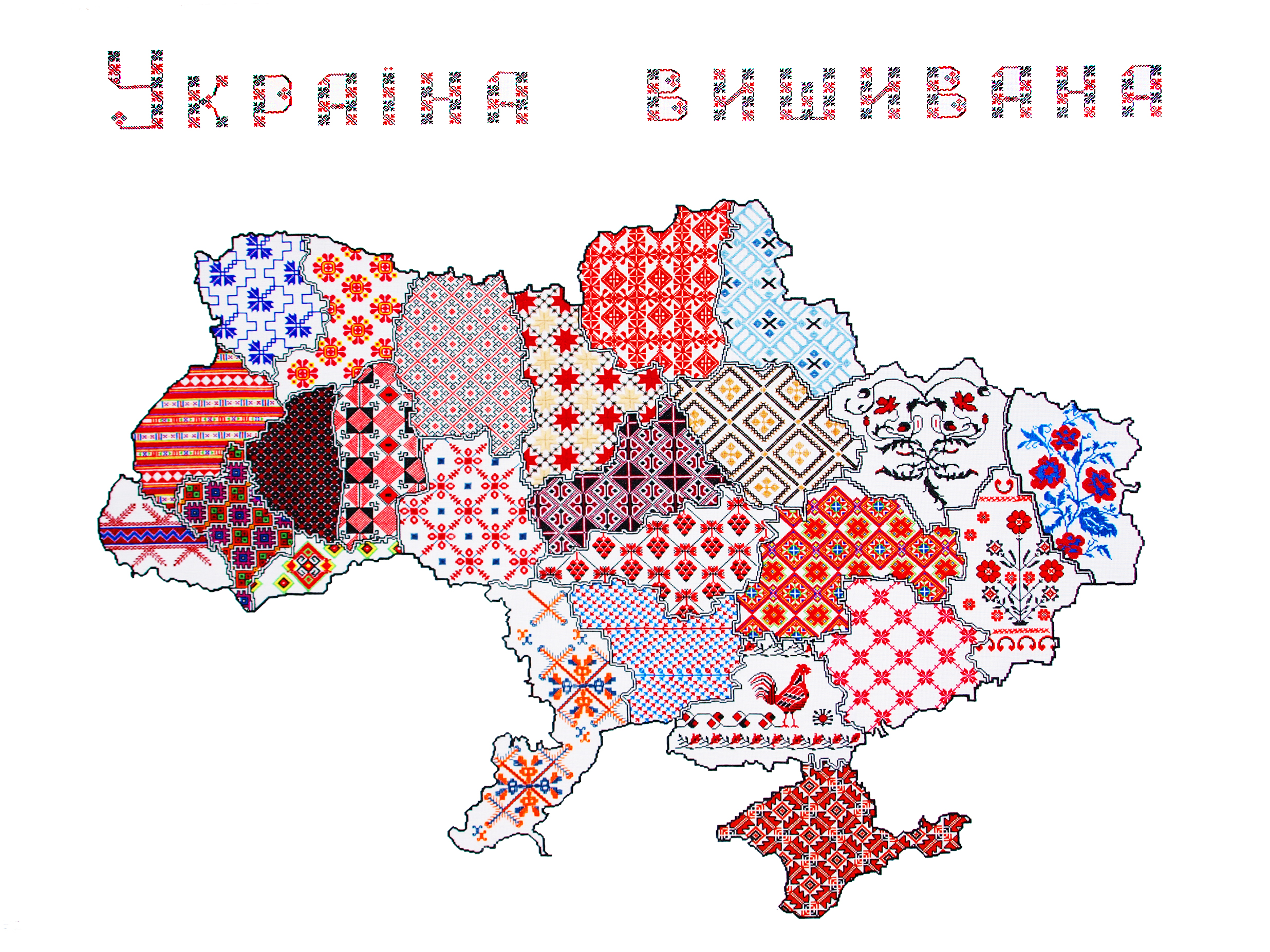
Caratteristiche geografiche sulla mappa "Ucraina ricamata" realizzata dagli artigiani di Luhans'k

In base ai motivi ornamentali, le ricamature vengono divise in tre gruppi:
- geometrico (tradizionale)
- vegetale (trasferito da motivi realistici di carta e calicò)
- zoomorfi (animali) (molto rari nelle camicie tradizionali).

I motivi ornamentali geometrici (tradizionali) sono caratteristici di tutta la mitologia slava. Sono semplici: cerchi, triangoli, rombi, zigzag, linee, croci (semplici e doppie). È difficile giudicare quale significato fosse associato a questi simboli in passato. Oggi, questi motivi sono ampiamente utilizzati nella ricamatrice popolare, come "corna di montone", "fasci di fieno", "riccioli", "pettini" e così via.
I motivi vegetali si diffusero a seguito della caduta delle antiche tecniche e vennero trasferiti dai motivi su carta e tessuti ai ricami. Nella ricamatrice ucraina del XX secolo, sono spesso utilizzati motivi come "uva", "luppolo", "foglie di quercia", "fiore di pervinca" e così via.

## Tecniche e caratteristiche geografiche
Il carattere dei motivi ornamentali è influenzato in modo decisivo dalle varie tecniche di ricamo, chiamate "tecnologie", di cui se ne conoscono circa cento in Ucraina. Alcuni punti di ricamo sono caratteristici delle diverse regioni etnografiche dell'Ucraina, mentre alcuni si trovano anche nei ricami bielorussi e russi.

## Vyšyvankabielorussa
La vyšyvanka è considerata un simbolo nazionale sia dai membri del governo che dall'opposizione, con il ministro degli Affari esteri Uladzimir Makej che nel 2017 ha affermato: "I motivi utilizzati per ricamare queste magliette non hanno mai promosso la violenza o il male. Al contrario, promuovono la bontà e la pace. Riflettono la mentalità del popolo bielorusso, il nostro spirito." A differenza dell'Ucraina, dove le caratteristiche del ricamo sono principalmente determinate dalla regione, il vyšyvanka bielorusso è ricamato secondo la storia nazionale e personale ed è spesso utilizzato anche per registrare informazioni. Si afferma anche comunemente che le vyšyvanka aiutino a scacciare gli spiriti maligni.
Durante le proteste bielorusse del 2020-2021, la vyšyvanka è diventata un simbolo dell'opposizione bielorussa, così come dell'identità nazionale bielorussa in generale.
Il sito web online Vyžyvanka (parola macedonia composta da vyšyvanka e dalla parola in bielorusso Выжываць?, Vyžyvac', ovvero "sopravvivere") dell'artista bielorussa-ceca Rufina Bazlova è stato notato come un simbolo significativo del movimento di protesta.